# (1612) Hirose
(1612) Hirose ist ein Asteroid des Hauptgürtels, der am 23. Januar 1950 vom deutschen Astronomen Karl Wilhelm Reinmuth in Heidelberg entdeckt wurde.
Der Asteroid ist dem japanischen Astronomen Hideo Hirose gewidmet.